# Gouri
Gouri ou Bouri est une localité située dans le département de Kougny de la province du Nayala dans la région de la Boucle du Mouhoun au Burkina Faso.

## Histoire
Louis-Gustave Binger y campe le 31 mai 1888 après s'être égaré. Il écrit : « Partis dans la nuit, avec deux guides mis à notre disposition par le chef de Diabéré, nous nous égarons vers trois heures du matin à la sortie des ruines de Bouri ou Gouri ; nous campons sommairement en attendant le jour et le résultat des recherches des guides. ». Le lendemain, Binger, à la recherche de ses ânes volés passe de nouveau par les ruines de Bouri.[pertinence contestée]